# Jana Kassowa
Jana Kassowa (bulgarisch Яна Касова, engl. Transkription Yana Kasova; * 13. August 1981) ist eine ehemalige bulgarische Hürdenläuferin, die sich auf die 100-Meter-Strecke spezialisiert hatte.
Ihr größter Erfolg ist der Gewinn der Bronzemedaille bei den Leichtathletik-Europameisterschaften 2002 in München.
2001 wurde sie nationale Meisterin über 100 m Hürden im Freien, 2000 und 2002 über 60 m Hürden in der Halle. Ihre persönliche Bestleistung von 12,75 s erzielte sie am 23. Juni 2002 in Banská Bystrica.
2003 brach sie sich kurz vor den Leichtathletik-Weltmeisterschaften in Paris/Saint-Denis im Training ihren linken Fuß und musste operiert werden. Weitere Komplikationen verhinderten eine Rückkehr in den Leistungssport.